# 피에르 라몽
피에르 라몽(Pierre Ramond, 1943년 1월 31일 ~)은 프랑스 태생의 물리학자다. 현재 플로리다 대학교의 교수다. 끈 이론의 발달에 핵심적인 역할을 하였다.

## 생애
1943년 1월 31일 프랑스 뇌이쉬르센에서 태어났다. 1965년에 뉴어크 공과대학교(Newark College of Engineering, 오늘날 뉴저지 공과대학교 New Jersey Institute of Technology)를 졸업하고, 1969년에 시러큐스 대학교에서 물리학 박사 학위를 취득하였다. 1971년에서 1976년까지 예일 대학교 조교수로 있다가, 1976년에 연구원 자격으로 캘리포니아 공과대학교로 이전하였다. 1980년에 플로리다 대학교 정교수로 임용되었다.